# Seu del Districte de l'Eixample
La Seu del Districte de l'Eixample és un edifici situat a la cantonada dels carrers d'Aragó i del Bruc de la Dreta de l'Eixample de Barcelona, catalogat com bé cultural d'interès local.

## Història

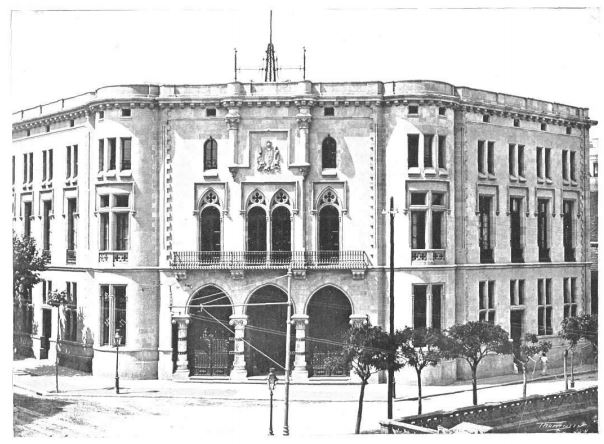
Any 1903

L'any 1871 s'havia iniciat el trasllat de l'església del Monestir de Jonqueres a l'actual Església de la Concepció, i uns anys més tard, el 1884, l'Ajuntament de Barcelona comprà els terrenys veïns als germans Lluís i Joaquim Vilavecchia i Busquets i al seu cunyat Aleix Vidal-Quadras i Ramon, per a la construcció d'un mercat.
Tanmateix, aquesta parcel·la també seria destinada a la construcció d'equipaments municipals i administratius, com l'edifici del Conservatori Municipal de Música i la nova tinència d'alcaldia del districte de la Concepció, projectada el 1893 per l'arquitecte municipal Pere Falqués i Urpí. Els treballs de picapedrer foren adjudicats el 1894 a Josep Isbert i Déu per 28.998 pessetes. Tanmateix, les obres no s'acabaren fins al 1903.
L'edifici, que en l'actualitat conserva molt pocs elements de la distribució i la decoració originals, va ser remodelat entre 1986 i 1989 i, encara una segona vegada, entre 1993 i 1995, per l'arquitecte Tomàs Morató.

## Descripció
De planta en forma d'ela aixamfranada, comprèn planta baixa, dos pisos i terrat transitable. La façana principal, que s'articula per mitjà de tres plans que s'adapten a la forma del xamfrà, es presenta ritmada, a cada angle, per dues torres semicirculars sense projecció més enllà del cornisament. La façana presenta un acabat revestit amb morters simulant un carreuat al trencanjunt, exceptuant el basament de pedra sobre el que reposa i els emmarcaments de les obertures, així com les cadenes d'angle. La planta baixa s'obre a l'exterior per mitjà d'esvelts finestrals, mentre la primera planta ho fa per mitjà de balcons ampitadors amb barana de ferro fos i. el segon pis. per mitjà de finestres bífores amb mainells de secció quadrangular i ampit escopidor. El xamfrà, que actua de façana principal presenta certes variacions: d'entrada, les torres presenten els balcons ampitadors de la primera planta en forma bífora i tancats per una barana de pedra decorada a base de traceries d'inspiració gòtica.
Tanmateix, l'element més destacat de la façana és l'accés principal, consistent en una galeria d'arcs ogivals de pedra sostinguts sobre columnes amb capitells vegetals. Tancant les tres portes que generen dites arcuacions, hi destaca el treball en forja de la reixa i el seu sistema de subjecció, que abraça els fusts de les columnes. Per damunt d'aquests arcs, quatre mènsules de pedra sostenen la volada (també pètria) de la balconada principal. Aquest balcó, tancat amb una barana de ferro forjat, conté els quatre portals del Saló de Plens, consistents en arcs ogivals ornamentats amb traceries i emmarcats amb guardapols sobre culs-de-llàntia idèntics als de la resta de la planta. Coronant aquest balcó, un relleu policromat amb l'escut de la ciutat de Barcelona és flanquejat per dues semicolumnes ornamentals i dues finestres en forma d'arc de mig punt. L'edifici és rematat per un cornisament motllurat sobre mènsules. La bibliografia recull la desaparició d'una torratxa al centre de la façana, rematada per una cuculla damunt de la cornisa.
El pòrtic d'accés dona pas a un vestíbul (avui tancat amb vidre) de planta hexagonal irregular que conté una segona galeria d'arcs i tres portals que distribueixen la circulació dins l'edifici. El portal occidental dona pas a l'escala principal, amb graons motllurats de pedra i barana de ferro forjat i passamans de llautó daurat. Al final de l'escala, un petit replà dona accés a la Sala de Plens, un espai que segueix la morfologia en planta del vestíbul principal. Aquest espai està cobert per un sostre ornat amb motllures a base de grans cercles concèntrics i se sosté per un arc rebaixat de gran llum. Es conserven les fusteries originals.